# 衰弱
| ウィキペディアには「衰弱」という見出しの百科事典記事はありません（タイトルに「衰弱」を含むページの一覧/「衰弱」で始まるページの一覧）。 代わりにウィクショナリーのページ「衰弱」が役に立つかもしれません。 |